# Traffic (együttes)
A Traffic angol progresszív/hard/jazz/pszichedelikus rock együttes. 1967-ben alakult meg Birmingham-ben. 1974-ben feloszlott. 1994-ben újra összeállt egy rövid időre. Jim Capaldi 2005-ben elhunyt.

## Tagjai
- Steve Winwood – vokál, gitár, billentyűsök, basszus (1967–1969, 1970–1974, 1994)
- Jim Capaldi – dobok, ütősök, vokál (1967–1969, 1970–1974, 1994)
- Chris Wood – fuvola, szaxofon, billentyűsök (1967–1969, 1970–1974)
- Dave Mason – vokál, gitár, szitár, basszus (1967, 1968, 1971)
- Ric Grech – basszusgitár, hegedű (1970–1972) gitár (csak élő felvételeken; 1970)
- Jim Gordon – dobok (1971–1972)
- Rebop Kwaku Baah – ütősök (1971–1974)
- Roger Hawkins – dobok (1972–1973)
- David Hood – basszusgitár (1972–1973)
- Barry Beckett – billentyűsök (1973)
- Rosko Gee – basszusgitár (1974, 1994)
- Randall Bramblett – fuvola, szaxofon, billentyűsök (1994)
- Michael J McEvoy – billentyűsök, gitár, viola (1994)
- Walfredo Reyes, Jr. – ütősök, dobok (1994)

## Diszkográfia
- Mr. Fantasy (1967)
- Traffic (1968)
- Last Exit (1969)
- John Barleycorn Must Die (1970)
- The Low Spark of High Heeled Boys (1971)
- Shoot Out at the Fantasy Factory (1973)
- On the Road (1973)
- When the Eagle Flies (1974)
- Far from Home (1994)